# Namu
Namu est un atoll des îles Marshall.
Namu est composé de 54 îlots formant un total de 6,27 km², entourant un lagon de 397,12 km². Il est habité par 801 personnes.